# Bangladeška nogometna reprezentacija
Bangladeška nogometna reprezentacija predstavlja državu Bangladeš u nogometnom športu. Pod rukovodstvom je bangladeškog nogometnog saveza. Član je Azijske nogometne konfederacije i do sada se nije uspjela kvalificirati na Svjetsko prvenstvo. Ispali su u prvom krugu u do danas jedinom nastupu na Azijskom kupu 1980. godine. Jednom su, kao domaćini 2003. godine, bili prvaci južne Azije pobijedivši u finalu Maldive na jedanaesterce. Momčad je osnovana 1972., a član je FIFE od 1974. godine.[nedostaje izvor]

## Povijest
Bangladeš je odigrao svoju prvu službenu utakmicu 26. srpnja 1973. godine. Utakmica protiv Tajlanda završila je 2:2, ali u izvođenju jedanaesteraca pobjeđuje Tajland. U razdoblju između 26. srpnja i 14. kolovoza 1973. godine, reprezentacija igra 13 utakmica u kojima je ostvarila 3 remija i 10 poraza, dok niti jednom nisu pobijedili. Svi protivnici su bili azijske momčadi, a sve utakmice su se igrale u Kuala Lumpuru, Malezija. Godinu dana kasnije, nacionalna reprezentacija odigrala je još 2 prijateljske utakmice, ovaj put u Bangkoku, i doživjela 2 poraza. Sljedeća službena utakmica je bila 1978. godine, dvije prijateljske utakmice protiv Malezije i Indije, također u Bangkoku, i završile su porazima. Kontinentalne kvalifikacije počinju u siječnju 1979. godine, protivnici su bili Afganistan i Katar, a momčad je napravila povijesni uspjeh. Imali su 1 pobjedu, 2 neriješene, te 1 poraz, što je bilo dovoljno da se kvalificiraju na Azijski nogometni kup. Natjecanje je počelo u rujnu 1980. godine, ali Bangladeš je eliminiran s ukupnom gol-razlikom 2-17. Godine 1982., nakon godinu i pol dana bez utakmica, reprezentacija je odigrala u Karachiju 4 utakmice, pretrpjevši, slično kao u rujnu 1979., 3 poraza i 1 neriješen ishod, s teškim 9:0 porazom od Irana. Kvalifikacije za idući Azijski kup počinju u kolovozu 1984., a rezultat je ovaj put bio 4 poraza i 1 pobjeda, protiv Filipina. Nakon loših kontinentalnih kvalifikacija reprezentacija u dvjema prijateljskim utakmicama mjesec dana kasnije, protiv Maldiva i Nepala, pobjeđuje s po 5:0.  Godine 1985. momčad je odigrala povijesne prve kvalifikacije za Svjetsko prvenstvo, a eliminirani su u grupi s Indijom, Indonezijom i Tajlandom.  Momčad nije uspjela u sljedećim kvalifikacijama za Azijski kup, kao ni za Svjetsko prvenstvo 1990., stari rivali su bili opet prejaki - Iran, Kina i Tajland. Sljedeće kontinentalne kvalifikacijske nisu donijele ništa novo, momčad je eliminirana od Južne Koreje i ponovno Tajlanda. Kvalifikacije za Svjetsko prvenstvo 1994. su donijele najviše utakmica dotad - 8, ali Bangladeš je bio ponižen još jednom, pretrpjevši teške 8:0 i 7:0 poraze od Japana, odnosno Ujedinjenih Arapskih Emirata. Mnogo prijateljskih utakmica je odigrano između 1993. i 1995., s istim starim rivalima, bez većih rezultatskih iznenađenja, a onda dolaze Južnoazijske Igre, gdje ekipa osvaja srebrnu medalju, gubeći u finalu od Indije. Kvalifikacije za Svjetsko prvenstvo 1998. nisu donijele uspjeh, momčad je eliminirana opet, ovaj put gubi i od Tajvana. Godine su prolazile, a Bangladeš nije ostvarivao veće rezultate. Godine 1999. na SAFF kupu momčad je ponovno osvojila srebro kada gube u finalu od Indije. Četiri mjeseca kasnije, ponovno je bilo zanimljivo - nove Igre, ovaj put u Nepalu, Kathmandu. Ekipa je osvojila svoje prvo zlato u povijesti. No, ubrzo nakon toga dolazi razočaranje jer se momčad ponovno nije uspjela kvalificirati na Azijski kup. Još jedna povijesna utakmica se odigrava 12. siječnja 2001. kada Bangladeš odigrava prvu utakmicu s neazijskom reprezentacijom. Bila je to bosanskohercegovačka nogometna reprezentacija, koja je pobijedila s 2:0. Kvalifikacije za Svjetsko prvenstvo 2002. donose više teških poraza i još jedan neuspjeh. Razdoblje od 2002. do 2010. godine donijelo je dvije zlatne medalje, jednu sa SAFF kupa 2003., a drugu s Južnoazijskih Igara, gdje su bili domaćini, 2010. godine. 2010. – 2011. Bangladeš je vodio hrvatski trener Robert Rubčić.

## Vanjske poveznice
- (engl.) Službene stranice bangladeške nogometne reprezentacije
- (engl.) banglafootball.net